# Hospital Universitario José Germain
El Hospital Universitario José Germain o también llamado  Hospital Psiquiátrico de Leganés es un edificio sanitario de la ciudad española de Leganés.

## Historia[1]

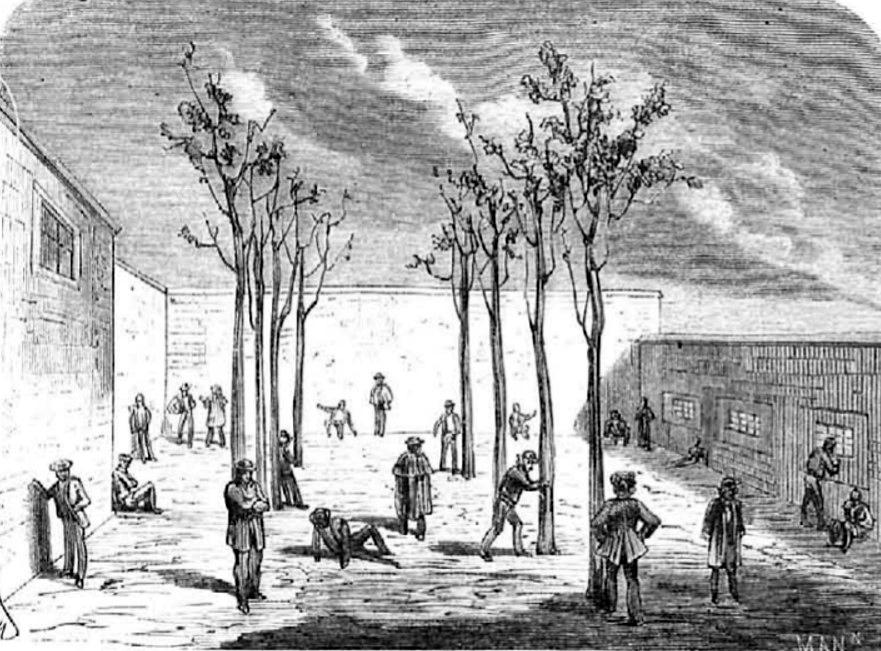
Patio de agitados (La Ilustración Española y Americana, 1872)

Su origen se remonta a mediados del siglo XIX, cuando se denominaba «de Santa Isabel». Fue inaugurado como tal en 1851, si bien los primeros pacientes llegaron el año siguiente (44 pacientes trasladados desde el Hospital General). Construido inicialmente en un estilo neomudéjar, sus tres primeros responsables no se llamaron directores, sino rectores, y su retribución era de 8000 reales (12 euros) al año.
En 1862 a la Superiora de las Hijas de la Caridad, se le encargó toda la administración y todo el gobierno económico interior de la casa.
A lo largo de un siglo, el Hospital sufrió varias ampliaciones para acoger a más enfermos de toda España. A mediados de la década de 1960, contaba con 390 camas instaladas. 
A principios de la década de los 80, el Hospital de Santa Isabel se une al Hospital Psiquiátrico de Santa Teresa en Leganés, y la unión de ambos recibe el nombre de Hospital Psiquiátrico Nacional de Leganés.
Más adelante pasó a conocerse con el nombre de «José Germain». Del centro, que llegó a contar con el estatus de «manicomio nacional», se dice que habría llegado a ser el «más importante» del país en su clase. Aparece en la novela La desheredada, de Galdós.

## Cartera de servicios
| - Psiquiatría - Psicología Clínica - Geriatría - Medicina Interna - Anestesiología y reanimación - Medicina del Trabajo - Medicina Preventiva | - Farmacia Hospitalaria |

## Personal
En el hospital trabajan alrededor de 530 profesionales. 
- Área Médica - Facultativos 75
- Área Enfermería 222
- Otro personal 229

### Docencia
Es uno de los centros de referencia para la formación de profesionales sanitarios de la Universidad Europea de Madrid, Universidad Alfonso X El Sabio, y la Universidad Rey Juan Carlos

## Instalaciones y recursos[10]
El Hospital Universitario José Germain se encuentra ubicado en el municipio de Leganés, con la mayoría de sus servicios distribuidos en dos grandes fincas (Finca de Santa Isabel y Finca de Santa Teresa), el Hospital de
Día Infanto-Juvenil y 7 pisos supervisados.
Finca Santa Isabel: Cuenta una superficie de 25.000 metros cuadrados (de los cuales 12.683 son superficie construida) y se encuentra ubicada en la Calle Luna, 1. Esta finca contiene varios edificios de diferentes usos, como la Biblioteca y la zona de Docencia, Administración, la Unidad Hospitalaria de Tratamiento y Rehabilitación I y el Centro de Salud Mental, y dos edificios más para un Centro Ambulatorio de Tratamiento y Rehabilitación , uno de los cuales comparten con el  centro de salud Santa Isabel.
Finca Santa Teresa: Consta de una superficie de 103.500 metros cuadrados (con 10.284 metros cuadrados construidos), y se encuentra localizada en la Calle Aragón, 17. Posee tres edificios, dos de ellos dedicados a hospitalización de larga y media estancia: la Unidad de Cuidados Psiquiátricos Prolongados y la Unidad Hospitalaria de Tratamiento y
Rehabilitación II. el tercer edificio, más moderno, de una planta, está dedicado a Farmacia, Almacén, Lavandería y Cocina. Además, la finca cuenta con otros edificios de una planta dedicados a talleres y un Centro Agrícola.
Hospital de Día Infanto-Juvenil: Situado en la Calle Los Frailes, 8. Cuenta con 35 plazas y da servicio a la
población del área sur de la Comunidad de Madrid.
Pisos Supervisados: Viviendas supervisadas, en diversos barrios de la localidad de Leganés, con 21 puestos. 
El hospital dispone de:
- camas instaladas 175
- puestos de hospital de día psiquiátrico 65
- otros puestos de hospital de día 81

### Accesos
Al Hospital Universitario Jose Germain se puede llegar en transporte público, utilizando la red de Cercanías de Renfe, autobuses y en MetroSur.
- MetroSur: Parada de metro en Estación de Leganés Central . La conexión para llegar a MetroSur se hace desde la Línea  del Metro de Madrid, en la parada Puerta del Sur. Desde la estación Puerta del Sur  a la estación Hospital de Móstoles hay 2 paradas de metro.

- Renfe Cercanías: . Paradas de tren, que distan aproximadamente a 10 minutos caminando desde el Hospital,  Estación de Leganés.

- Líneas de Autobús:

1. Líneas cercanas a Finca Santa Isabel: 432, 480, 484, 485, 486, 491, 492, 493, 497
2. Líneas cercanas a Finca Santa Teresa: 450, 480, 488
3. Líneas cercanas a Hospital de Día Infanto-Juvenil: 432, 485, 486